# Železniško postajališče Šmarca
Železniško postajališče Šmarca je eno izmed železniških postajališč v Sloveniji, ki oskrbuje bližnje naselje Šmarca pri Kamniku.